# Steinberg (Dermbach)
Steinberg è una località della Germania, frazione (Ortsteil) del comune di Dermbach, nel land della Turingia.

## Storia
Già comune autonomo, il 9 gennaio 1960 fu soppresso e incorporato a Brunnhartshausen, unito a sua volta a Dermbach nel 2019.